# Ahora, ahora
«Ahora, Ahora» es una canción de la cantante Mónica Naranjo producida por Massimiliano Pani y coproducida por esta, e incluida en el año 2000 en el tercer álbum de estudio de la cantante, Minage.
En enero del año 2001 "Ahora, ahora" fue lanzada en España, como el quinto y último sencillo de Minage. 
La canción es una adaptación de "Ancora, Ancora, Ancora" de la cantante italiana Mina.
En 2005, en el programa Buenafuente, interpretó una versión en directo a piano.
Ahora, ahora se convirtió en el último sencillo promocional de Mónica Naranjo.

## Créditos
- Voz principal: Mónica Naranjo.
- Compuesta por: Cristiano Malgioglio, Gian Pietro Felisatti
- Adaptada por: José Manuel Navarro
- Producida y arreglada por: Massimiliano Pani
- Coproducida por: Mónica Naranjo para Alhambra Music B.V.
- Teclados y programación por: Nicolo Fragile.
- Teclados originales por: Massimiliano Pani
- Guitarras por: Massimo "Gogo" Ghidelli.
- Bajo por: Cesare Chiodo
- Baterías por: Alfredo Golino
- Coros por: Mónica Naranjo, Emanuela Cortesi, Giulia Fasolino, Massimiliano Pani, Silvio Pozzoli.
- Grabada en 1999 por: Carmine Di en Gsu Studios, Lugano(Suiza).
- Mezclada por: Carmine Di en Gsu Studios, Lugano(Suiza).

## Versiones y remixes

### Estudio
- Álbum Versión — 04:36

### Directo
- Versión Tour Minage
- Versión Piano (Buenafuente)
- Versión Madame Noir
- Versión Gira Puro Minage

## Formatos
| Promo CD-Single (SAMPCS 9452) 1. "Ahora, Ahora" — 4:36 |